# Eva Richter
Eva Richter (n. Szabo, 25 decembrie 1937, Miercurea Ciuc -- d. ?) a fost un demnitar comunist român de origine maghiară, membră a Partidului Comunist Român din anul 1961.

## Studii
- Școala Medie Tehnică de Chimie din Baia-Mare (1951–1955)
- Facultatea de Chimie, Universitatea „Babeș-Bolyai“ Cluj (1955–1960)
- Institutul de Petrol și Gaze
- Universitatea Politică și de Conducere